# Роспи ћуприја
Роспи ћуприја је једно од београдских насеља, налази се у градској општини Палилула.

## Име
По једном објашњењу, подстиче од отоманско-турског израза rospı(lı) köprü ("мост роспија“ тј. курви), јер су ту наводно убијане жене из харема високих турских достојанственика, оптужене за неверство. По другом, заиста је постојао неки мостић, а подигла га је нека блудница ("роспија") како би искупила грехе.

## Положај
Роспи ћуприја се налази на десној (источној) обали Миријевског потока, пред његово изливање у дунавски Рукавац (десна обала Дунава, раздвојен Адом Хујом од главног тока реке), заузимајући западни крај Вишњичког поља. Граничи се са Карабурмом на западу (дуж ул. Миријевски булевар), Ћалијама на југу и Вишњичком Бањом на североистоку (дуж Сланачког пута).

## Карактеристике
С надморском висином од 66 метара, Роспи ћуприја је најнижа тачка ужег дела града.
Роспи ћуприја је делом стамбено подручје, али је најпознатија по низу циглана ("Полет“, „Тежак“, „Јединство“, „Козара“, „Рекорд“ и „Балкан"), које заузимају знатан простор на северозападном и северном рубу Вишњичког поља и чији се високи димњаци виде издалека. Према подацима из 2002, насеље има 4661 становника.

## Историја
Келтски Скордисци су основали Сингидунум у 3. веку п. н. е., на локалитетима Карабурме и Роспи ћуприје је пронађена некропола из тог периода, са вредним артефактима који су припадали њиховим ратницима.
У време аустријске окупације 1717-39, између Вишњице и Роспи ћуприје је постојало насеље "панчевачких каменорезаца“ (Steinmetz Hütten nach der Panschova) са осам колиба (постојали су мајдани камена код Вишњице — Stein Bruch von Panschova — и на старој Карабурми — Stein Bruch). Приближно код данашњег панчевачког моста је постојала циглана (Ziegel Offen). На карти капетана Амана из 1721-22 су од београдских млинова именована три, међу којима и млин пекара Јохана Офнера на доњем току Миријевског потока јужно од Роспи ћуприје (претпоставка је да је он био закупник млина чији је власник била београдска општина).
Радови на Вишњичком путу од Кланице до Роспи ћуприје су започели 1939.

## Вишњичко Поље
У 2007. је предвиђења градња насеља Вишњичко Поље, првог планског насеља после двадесетак година у Београду. Регулисан је простор површине 81 хектар, између Сланачког пута (север), заштитне зоне према гробљу Лешће (исток и југоисток), Миријевског брда (југ) и планиране саобраћајнице између Ауто-пута и будућег моста преко Аде Хује (запад). Могућа је градња 900.000 m², углавном за 7.500 станова. . Реконструисане циглане „Рекорд“ и „Козара“ би биле центри насеља, рупа настала експлоатацијом глине би постала резерват биљног и животињског света.
Према Ђенералштабној карти Србије из 1894., брдо Лешће је означено као „Липар“, а његове падине према Роспи ћуприји, данас означене као Вишњичко поље, називају се „Лешје“.